# Nick Gravenites
Nick Gravenites, geboren als Nicholas George Gravenites (Chicago, 2 oktober 1938 – Santa Rosa (Californië), 18 september 2024) was een Amerikaanse blues-, rock- en folkzanger, songwriter en gitarist, vooral bekend van zijn werk met The Electric Flag (als hun leadzanger), Janis Joplin, Mike Bloomfield en verschillende invloedrijke bands en individuen van de generatie uit de jaren 1960 en 1970.

## Biografie
Gravenites werd geboren in Chicago in een Grieks sprekend gezin. Zijn ouders kwamen uit Palaichori, Arcadia, in Griekenland. Nadat zijn vader stierf, werkte hij in de snoepwinkel van de familie voordat hij werd ingeschreven aan de St. John's Northwestern Military Academy, waar hij werd weggestuurd kort voordat hij zou afstuderen. Daarna ging hij naar de University of Chicago, ontmoette Paul Butterfield en Mike Bloomfield, werd een fan van bluesmuziek en leerde gitaar spelen.
Hij bezocht regelmatig clubs waar Muddy Waters, Howlin' Wolf, Buddy Guy en andere vooraanstaande bluesmuzikanten speelden. Gravenites brachten begin jaren 1960 zowel tijd door in Chicago als in San Francisco. Hij schreef het nummer Born in Chicago, dat het openingsnummer werd van het debuutalbum van de Paul Butterfield Blues Band en samen met gitarist Bloomfield schreef hij het titelnummer van hun tweede album East-West. De band werd in 2015 opgenomen in de Rock and Roll Hall of Fame.
Gravenites speelde in clubs met Mike Bloomfield, Charlie Musselwhite en anderen en vestigden zich halverwege de jaren 1960 in San Francisco. In 1967 richtte hij samen met Bloomfield The Electric Flag op. Gravenites schreef ook de score voor de film The Trip en produceerde de muziek voor de film Steelyard Blues.
Gravenites wordt gekenmerkt als een 'muzikale klusjesman', het helpen van San Francisco bands als Quicksilver Messenger Service en Janis Joplins eerste soloband The Kozmic Blues Band. Hij schreef verschillende nummers voor Joplin, waaronder Work Me, Lord en het onvoltooide instrumentale nummer Buried Alive in the Blues. In 1969 bracht hij zijn eerste soloalbum My Labors uit. Gravenites was de zanger in de opnieuw gevormde Big Brother and the Holding Company (zonder Joplin) van 1969 tot 1972. Hij werkte ook intensief samen met John Cipollina na het produceren van het eerste album van Quicksilver Messenger Service. Hij en Cipollina vormden de Nick Gravenites/John Cipollina Band, die door heel Europa toerde. Hij werkte ook met Huey Lewis.
Gravenites produceerde de pophit One Toke Over the Line voor Brewer & Shipley en het album Right Place, Wrong Time voor Otis Rush, waarvoor hij werd genomineerd voor een Grammy Award. Hij en John Kahn produceerden in 1970 het album Not Mellowed with Age van Southern Comfort. Gravenites gebruikte pianist Pete Sears vaak in zijn band Animal Mind, ook op zijn album Blue Star uit 1980, waarop Sears keyboards en bas speelde.
In de vroege jaren 1980, speelde en nam Gravenites op met een wervelende band van de San Francisco Bay area met rock, blues en soul muzikanten genaamd de Usual Suspects. Hun eerste album The Usual Suspects werd uitgebracht in 1981. In de jaren 1980 en 1990 speelde Gravenites met Cipollina als Thunder and Lightning. Gravenites en Sears speelden samen voor 100.000 mensen op Earth Day 1990 in Crissy Field, San Francisco. Sears vergezelde hem ook voor een rondreis door Griekenland. Gravenites treedt nog steeds live op in Noord-Californië. Hij werd in 2003 opgenomen in de Blues Hall of Fame voor zijn nummer Born in Chicago. Hij toerde met de Chicago Blues Reunion en een nieuwe Electric Flag Band.
Gravenites is te zien in de documentaire Born in Chicago, waarin hij en enkele andere inwoners van Chicago vertellen over het opgroeien met bluesmuziek in Chicago. De film werd vertoond op het SXSW-festival in Austin (Texas) in 2013. 
Gravenites overleed op 18 september op 85-jarige leeftijd.

## Discografie
- 1968: Long Time Comin', the Electric Flag
- 1969: My Labors
- 1970: Be a Brother, Big Brother and the Holding Company
- 1971: How Hard It Is, Big Brother and the Holding Company
- 1972: Joplin in Concert
- 1973: Steelyard Blues OST
- 1980: Blue Star (Line Records)
- 1981: The Usual Suspects
- 1981: Junkyard In Malibu
- 1982: Monkey Medicine, the Nick Gravenites–John Cipollina Band
- 1991: Live at the Rodon, Nick Gravenites en John Cipollina (Music Box)
- 1996: Don't Feed the Animals
- 1999: Kill My Brain
- 2005: Buried Alive in the Blues (live)